# То Блейк
То Блейк (англ. Toe Blake, нар. 21 серпня 1912, Вікторія Майнс — пом. 17 травня 1995, Монреаль) — канадський хокеїст, що грав на позиції крайнього нападника. Згодом — хокейний тренер.
Член Зали слави хокею з 1966 року. Володар Кубка Стенлі. Провів понад 600 матчів у Національній хокейній лізі.

## Ігрова кар'єра
Хокейну кар'єру розпочав 1929 року.
Протягом професійної клубної ігрової кар'єри, що тривала 15 років, захищав кольори команд «Монреаль Канадієнс» та «Монреаль Марунс».
Загалом провів 634 матчі в НХЛ, включаючи 57 ігор плей-оф Кубка Стенлі.

## Тренерська робота
1955 року розпочав тренерську роботу в НХЛ. Тренерська кар'єра обмежилася роботою з командою «Монреаль Канадієнс».

## Нагороди та досягнення
- Перша команда всіх зірок НХЛ — 1939, 1940, 1945.
- Друга команда всіх зірок НХЛ — 1938, 1946.
- Найкращий бомбардир — 1939.
- Пам'ятний трофей Гарта — 1939.
- Трофей Арта Росса — 1939.
- Приз Леді Бінг — 1946.
- Володар Кубка Стенлі, як гравець в складі «Монреаль Марунс» — 1935 та «Монреаль Канадієнс» — 1944, 1946.
- Володар Кубка Стенлі, як тренер в складі «Монреаль Канадієнс» — 1956, 1957, 1958, 1959, 1960, 1965, 1966, 1968.

Входить до числа 100 найкращих гравців НХЛ за версією журналу The Hockey News під 66-м номером.

## Статистика
| Сезон        | Клуб                  | Ліга         | Регулярний сезон | Регулярний сезон | Регулярний сезон | Регулярний сезон | Регулярний сезон | Плей-оф | Плей-оф | Плей-оф | Плей-оф | Плей-оф |
| Сезон        | Клуб                  | Ліга         | І                | Г                | П                | О                | ШХ               | І       | Г       | П       | О       | ШХ      |
| ------------ | --------------------- | ------------ | ---------------- | ---------------- | ---------------- | ---------------- | ---------------- | ------- | ------- | ------- | ------- | ------- |
| 1929–30      | «Кокран Данлопс»      | ПОЮХЛ        | 7                | 3                | 0                | 3                | 4                | —       | —       | —       | —       | —       |
| 1930–31      | «Садбері Вулвс Кубс»  | ПОЮХЛ        | 6                | 3                | 1                | 4                | 12               | 2       | 0       | 0       | 0       | 6       |
| 1930–31      | «Садбері Вулвс Кубс»  | ПОЮХЛ        | 8                | 7                | 1                | 8                | 10               | 3       | 1       | 1       | 2       | 4       |
| 1930–31      | «Садбері Вулвс Кубс»  | МК           | —                | —                | —                | —                | —                | 5       | 4       | 1       | 5       | 6       |
| 1930–31      | «Садбері Вулвс»       | Кубок Аллана | —                | —                | —                | —                | —                | 3       | 3       | 1       | 4       | 0       |
| 1931–32      | «Садбері Вулвс Кубс»  | ПОЮХЛ        | 3                | 5                | 0                | 5                | 4                | —       | —       | —       | —       | —       |
| 1931–32      | «Фалконбридж Фалконс» | ПОЮХЛ        | 10               | 8                | 1                | 9                | 18               | 2       | 1       | 0       | 1       | 2       |
| 1932–33      | «Гамільтон Тайгерс»   | ОХА          | 22               | 9                | 4                | 13               | 26               | 2       | 0       | 0       | 0       | 2       |
| 1933–34      | «Гамільтон Тайгерс»   | ОХА          | 23               | 19               | 14               | 33               | 28               | 3       | 4       | 3       | 7       | 4       |
| 1933–34      | «Гамільтон Тайгерс»   | Кубок Аллана | —                | —                | —                | —                | —                | 8       | 5       | 2       | 7       | 4       |
| 1934–35      | «Гамільтон Тайгерс»   | ОХА          | 18               | 15               | 11               | 26               | 48               | —       | —       | —       | —       | —       |
| 1934–1935    | «Монреаль Марунс»     | НХЛ          | 8                | 0                | 0                | 0                | 0                | 1       | 0       | 0       | 0       | 0       |
| 1935–36      | «Провіденс Редс»      | КАХЛ         | 33               | 12               | 11               | 23               | 65               | 7       | 2       | 3       | 5       | 2       |
| 1935–1936    | «Монреаль Канадієнс»  | НХЛ          | 11               | 1                | 2                | 3                | 28               | —       | —       | —       | —       | —       |
| 1936–1937    | «Монреаль Канадієнс»  | НХЛ          | 43               | 10               | 12               | 22               | 12               | 5       | 1       | 0       | 1       | 0       |
| 1937–1938    | «Монреаль Канадієнс»  | НХЛ          | 43               | 17               | 16               | 33               | 33               | 3       | 3       | 1       | 4       | 2       |
| 1938–1939    | «Монреаль Канадієнс»  | НХЛ          | 48               | 24               | 23               | 47               | 10               | 3       | 1       | 1       | 2       | 2       |
| 1939–1940    | «Монреаль Канадієнс»  | НХЛ          | 48               | 17               | 19               | 36               | 48               | —       | —       | —       | —       | —       |
| 1940–1941    | «Монреаль Канадієнс»  | НХЛ          | 48               | 12               | 20               | 32               | 49               | 3       | 0       | 3       | 3       | 5       |
| 1941–1942    | «Монреаль Канадієнс»  | НХЛ          | 48               | 17               | 28               | 45               | 19               | 3       | 0       | 3       | 3       | 2       |
| 1942–1943    | «Монреаль Канадієнс»  | НХЛ          | 48               | 23               | 36               | 59               | 26               | 5       | 4       | 3       | 7       | 0       |
| 1943–1944    | «Монреаль Канадієнс»  | НХЛ          | 41               | 26               | 33               | 59               | 10               | 9       | 7       | 11      | 18      | 2       |
| 1944–1945    | «Монреаль Канадієнс»  | НХЛ          | 49               | 29               | 38               | 67               | 25               | 6       | 0       | 2       | 2       | 5       |
| 1945–1946    | «Монреаль Канадієнс»  | НХЛ          | 50               | 29               | 21               | 50               | 2                | 9       | 7       | 6       | 13      | 5       |
| 1946–1947    | «Монреаль Канадієнс»  | НХЛ          | 60               | 21               | 29               | 50               | 6                | 11      | 2       | 7       | 9       | 0       |
| 1947–1948    | «Монреаль Канадієнс»  | НХЛ          | 32               | 9                | 15               | 24               | 4                | —       | —       | —       | —       | —       |
| 1948–49      | «Баффало Бізонс»      | АХЛ          | 18               | 1                | 3                | 4                | 0                | —       | —       | —       | —       | —       |
| 1949–50      | «Веллейфілд Брейвс»   | КХЛ          | 43               | 12               | 15               | 27               | 15               | 3       | 0       | 1       | 1       | 0       |
| 1950–51      | «Веллейфілд Брейвс»   | Кубок ALX    | 1                | 0                | 0                | 0                | 0                | —       | —       | —       | —       | —       |
| Усього в НХЛ | Усього в НХЛ          | Усього в НХЛ | 577              | 235              | 292              | 527              | 282              | 57      | 25      | 37      | 62      | 23      |

## Тренерська статистика
| Команда              | Сезон   | Регулярний сезон | Регулярний сезон | Регулярний сезон | Регулярний сезон | Регулярний сезон | Регулярний сезон | Плей-оф              |
| Команда              | Сезон   | І                | В                | П                | Н                | О                | Результат        | Результат            |
| -------------------- | ------- | ---------------- | ---------------- | ---------------- | ---------------- | ---------------- | ---------------- | -------------------- |
| «Монреаль Канадієнс» | 1955–56 | 70               | 45               | 15               | 10               | 100              | 1-е НХЛ          | Здобули Кубок Стенлі |
| «Монреаль Канадієнс» | 1956–57 | 70               | 35               | 23               | 12               | 82               | 2-е НХЛ          | Здобули Кубок Стенлі |
| «Монреаль Канадієнс» | 1957–58 | 70               | 43               | 17               | 10               | 96               | 1-е НХЛ          | Здобули Кубок Стенлі |
| «Монреаль Канадієнс» | 1958–59 | 70               | 39               | 18               | 13               | 91               | 1-е НХЛ          | Здобули Кубок Стенлі |
| «Монреаль Канадієнс» | 1959–60 | 70               | 40               | 18               | 12               | 92               | 1-е НХЛ          | Здобули Кубок Стенлі |
| «Монреаль Канадієнс» | 1960–61 | 70               | 41               | 19               | 10               | 92               | 1-е НХЛ          | Програш у півфіналі  |
| «Монреаль Канадієнс» | 1961–62 | 70               | 42               | 14               | 14               | 98               | 1-е НХЛ          | Програш у півфіналі  |
| «Монреаль Канадієнс» | 1962–63 | 70               | 28               | 19               | 23               | 79               | 3-є НХЛ          | Програш у півфіналі  |
| «Монреаль Канадієнс» | 1963–64 | 70               | 36               | 21               | 13               | 85               | 1-е НХЛ          | Програш у півфіналі  |
| «Монреаль Канадієнс» | 1964–65 | 70               | 36               | 23               | 11               | 83               | 2-е НХЛ          | Здобули Кубок Стенлі |
| «Монреаль Канадієнс» | 1965–66 | 70               | 41               | 21               | 8                | 90               | 1-е НХЛ          | Здобули Кубок Стенлі |
| «Монреаль Канадієнс» | 1966–67 | 70               | 32               | 25               | 13               | 77               | 2-е НХЛ          | Програш у фіналі     |
| «Монреаль Канадієнс» | 1967–68 | 74               | 42               | 22               | 10               | 94               | 1-е на Сході     | Здобули Кубок Стенлі |
| Усього               | Усього  | 914              | 500              | 255              | 159              |                  |                  |                      |